# Dąbrowica (Leżajsk)
Pour les articles homonymes, voir Dąbrowica.
Dąbrowica est une localité polonaise de la gmina de Kuryłówka, située dans le powiat de Leżajsk en voïvodie des Basses-Carpates.